# 吐尔基山水库
吐尔基山水库，位于中华人民共和国内蒙古自治区通辽市科尔沁区与科尔沁左翼后旗之间，是教来河下游的一座大型平原水库。水库以灌溉为主，兼有防洪、养鱼、旅游等综合效益。水库总库容1.20亿立方米，兴利库容0.89亿立方米。水库主坝为均质砂坝，长1500米，最大坝高11.85米，坝顶宽8米。水库有效灌溉面积0.46万公顷。